# Фабиану, Вагней
Вагней Силва Фабиану-Сантус (порт.-браз. Wagnney Silva Fabiano-Santos; род. 14 июля 1975, Рио-де-Жанейро) — бразильский боец смешанного стиля, представитель лёгкой, полулёгкой и легчайшей весовых категорий. Выступал на профессиональном уровне в период 2002—2014 годов, известен по участию в турнирах бойцовских организаций Bellator, WEC, IFL и др. Владел титулом чемпиона IFL в полулёгком весе.

## Биография
Вагней Фабиану родился 14 июля 1975 года в Рио-де-Жанейро. В течение многих лет практиковал бразильское джиу-джитсу, выступал в этой дисциплине на самом высоком уровне: трижды выигрывал чемпионат Бразилии, в 1995 году побеждал на панамериканском чемпионате, состоял в бразильской национальной сборной во время чемпионата мира 1997 года. Удостоился чёрного пояса по БЖЖ, впоследствии получил пятый дан.

### Начало профессиональной карьеры
Дебютировал в смешанных единоборствах на профессиональном уровне в июне 2002 года, на турнире в Монреале завоевал титул чемпиона организации UCC. Дрался в различных канадских промоушенах, таких как TKO, Freedom Fights, APEX. Владел титулом чемпиона TKO в лёгкой весовой категории.
Первое в карьере поражение потерпел в октябре 2006 года на турнире APEX, уступив весьма спорным раздельным решением судей известному американскому бойцу Джеффу Каррену.

### International Fight League
В период 2007—2008 годов Фабиану сотрудничал с достаточно крупной организацией International Fight League, где в общей сложности одержал шесть побед, не потерпев ни одного поражения. При этом почти всех соперников заставлял сдаться в первых же раундах. В это время он спустился в полулёгкую весовую категорию и сумел выиграть титул чемпиона, который затем благополучно защитил. Тем не менее, летом 2008 года IFL прекратила своё существование, и бразилец таким образом стал свободным агентом.

### World Extreme Cagefighting
В августе 2008 года стало известно, что Вагней Фабиану подписал контракт с другой крупной американской организацией World Extreme Cagefighting. Он успешно провёл здесь первые два поединка, выиграв у таких бойцов как Акитоси Тамура и Фредсон Пайсан.
На октябрь 2009 года планировался его бой с непобеждённым новичком WEC Эриком Кохом, но тот травмировался и был заменён Маркусом Семерзиром. В итоге в первом же раунде Фабиану попался на «треугольник» сдался — таким образом прервалась его впечатляющая серия из восьми побед подряд. Впоследствии портал Sherdog назвал это поражение главным разочарованием года.
Потерпев первое за долгое время поражение, Фабиану решил ещё сбросить вес и спустился в легчайшую весовую категорию, где взял верх над Клинтом Годфри и Фрэнком Гомесом.
В ноябре 2010 года должен был состояться бой с бывшим чемпионом организации Брайаном Боулзом, но того сняли с турнира из-за травмы и заменили Джозефом Бенавидесом. В середине второго раунда бразилец сдался в результате успешно проведённой «гильотины». На этом сотрудничество Фабиану с WEC подошло к концу, поскольку вскоре организация была поглощена более крупным игроком на рынке смешанных единоборств Ultimate Fighting Championship.
Известно, что в дальнейшем он пытался отобраться в 14 сезон популярного бойцовского реалити-шоу The Ultimate Fighter.

### Bellator Fighting Championships
После почти двухлетнего перерыва в 2012 году Вагней Фабиану присоединился к Bellator Fighting Championships, где сразу же стал участником гран-при полулегковесов седьмого сезона. На стадии четвертьфиналов с помощью рычага локтя он принудил к сдаче россиянина Акопа Степаняна, но в полуфинале по очкам единогласным судейским решением уступил Раду Мартинесу.

### Завершение карьеры
Последний раз дрался в ММА среди профессионалов в декабре 2014 года на турнире Shooto Brazil в своём родном городе Рио-де-Жанейро. Выиграл у своего соперника с помощью рычага локтя и на этом завершил спортивную карьеру.

## Статистика в профессиональном ММА
| Боёв 20  | Побед 16 | Поражений 4 |
| -------- | -------- | ----------- |
| Нокаутом | 2        | 0           |
| Сдачей   | 9        | 2           |
| Решением | 5        | 2           |

| Результат | Рекорд | Соперник           | Способ                     | Турнир                            | Дата            | Раунд | Время | Место                    | Примечание                                                 |
| --------- | ------ | ------------------ | -------------------------- | --------------------------------- | --------------- | ----- | ----- | ------------------------ | ---------------------------------------------------------- |
| Победа    | 16-4   | Эдинелсон Кордейру | Сдача (рычаг локтя)        | Shooto Brazil 52                  | 21 декабря 2014 | 1     | 3:50  | Рио-де-Жанейро, Бразилия |                                                            |
| Поражение | 15-4   | Рад Мартинес       | Единогласное решение       | Bellator 80                       | 9 ноября 2012   | 3     | 5:00  | Холливуд, США            | Полуфинал 7 сезона гран-при Bellator в легчайшем весе.     |
| Победа    | 15-3   | Акоп Степанян      | Сдача (рычаг локтя)        | Bellator 76                       | 12 октября 2012 | 1     | 3:24  | Уинсор, Канада           | Четвертьфинал 7 сезона гран-при Bellator в легчайшем весе. |
| Поражение | 14-3   | Джозеф Бенавидес   | Сдача (гильотина)          | WEC 52                            | 11 ноября 2010  | 2     | 2:45  | Лас-Вегас, США           |                                                            |
| Победа    | 14-2   | Фрэнк Гомес        | Единогласное решение       | WEC 49                            | 20 июня 2010    | 3     | 5:00  | Эдмонтон, Канада         |                                                            |
| Победа    | 13-2   | Клинт Годфри       | Единогласное решение       | WEC 46                            | 10 января 2010  | 3     | 5:00  | Сакраменто, США          | Дебют в легчайшем весе.                                    |
| Поражение | 12-2   | Макенс Семерзир    | Сдача (треуольник)         | WEC 43                            | 10 октября 2009 | 1     | 2:14  | Сан-Антонио, США         | Разочарование года по версии Sherdog.                      |
| Победа    | 12-1   | Фредсон Пайсан     | Единогласное решение       | WEC 40                            | 5 апреля 2009   | 3     | 5:00  | Чикаго, США              |                                                            |
| Победа    | 11-1   | Акитоси Тамура     | Сдача (треугольник руками) | WEC 37                            | 3 декабря 2008  | 3     | 4:48  | Лас-Вегас, США           |                                                            |
| Победа    | 10-1   | Шед Лирли          | KO (удар рукой)            | IFL: New Blood, New Battles 2     | 4 апреля 2008   | 1     | 0:37  | Ист-Ратерфорд, США       | Защитил титул чемпиона IFL в полулёгком весе.              |
| Победа    | 9-1    | Эл Си Дэвис        | Сдача (рычаг локтя)        | IFL — World Grand Prix Finals     | 29 декабря 2007 | 1     | 3:38  | Анкасвилл, США           | Стал первым чемпионом IFL в полулёгком весе.               |
| Победа    | 8-1    | Джон Гундерсон     | Сдача (гильотина)          | IFL — World Grand Prix Semifinals | 3 ноября 2007   | 2     | 1:53  | Чикаго, США              |                                                            |
| Победа    | 7-1    | Эрик Овингс        | Сдача (рычаг локтя)        | IFL — Las Vegas                   | 16 июня 2007    | 1     | 0:58  | Лас-Вегас, США           |                                                            |
| Победа    | 6-1    | Кэм Уорд           | Сдача (треугольник руками) | IFL — Connecticut                 | 13 апреля 2007  | 1     | 3:24  | Анкасвилл, США           |                                                            |
| Победа    | 5-1    | Иан Ловленд        | Сдача (треугольник руками) | IFL — Atlanta                     | 23 февраля 2007 | 1     | 0:59  | Атланта, США             |                                                            |
| Поражение | 4-1    | Джефф Каррен       | Раздельное решение         | APEX: A Night Of Champions        | 14 октября 2006 | 3     | 5:00  | Гатино, Канада           |                                                            |
| Победа    | 4-0    | Бао Квак           | KO (ногой в голову)        | APEX: Evolution                   | 10 июня 2006    | 1     | 4:50  | Гатино, Канада           |                                                            |
| Победа    | 3-0    | Мэтт Фьордироза    | Единогласное решение       | Freedom Fights: Canada vs. USA    | 14 января 2006  | 3     | 5:00  | Халл, Канада             |                                                            |
| Победа    | 2-0    | Томми Ли           | Сдача (треугольник руками) | TKO 16: Infernal                  | 22 мая 2004     | 1     | 2:46  | Квебек, Канада           | Выиграл титул чемпиона TKO во втором лёгком весе.          |
| Победа    | 1-0    | Али Нестор Чарльз  | Единогласное решение       | UCC 1: The New Beginning          | 2 июня 2002     | 2     | 10:00 | Монреаль, Канада         | Выиграл титул чемпиона UCC в лёгком весе.                  |